# Lista de prefeitos de Barra do Choça
Essa é uma Lista de prefeitos da cidade de Barra do Choça, município localizado no estado da Bahia.
O cargo de prefeito no Brasil, foi criado em 11 de abril de 1835, pela assembleia provincial paulista, em reação aos amplos poderes conferidos pelo Código de Processo Criminal de 1832 às câmaras municipais. Seguiram o exemplo paulista seis províncias do nordeste brasileiro (Alagoas, Ceará, Maranhão, Paraíba, Pernambuco e Sergipe).
Sob a vigente ordem constitucional, essa designação é dada ao funcionário público do Poder Executivo municipal, que exerce seu cargo em função de uma legislatura (mandato), sendo para tanto eleito a cada quatro anos, podendo ser reeleito por mais 4 anos (segundo mandato).
Funções
O poder executivo municipal chefia a administração e comanda os serviços públicos, tendo como comandante o prefeito.
A partir da constituição brasileira de 1934, o cargo de prefeito passou a ser o único, em todo o Brasil, ao qual estão atribuídas as funções de chefe do poder executivo do governo local, em simetria aos chefes dos executivos da União e do estado, portanto, em forma monocrática. Este texto quer dizer que deverá haver harmonia e integração de ação entre as esferas envolvidas sem a intervenção de uma na outra, exceto nos casos previstos na Constituição Federal.
Eleições
O prefeito é eleito por sufrágio universal, secreto, direto, em pleito simultâneo em todo o País, realizado a cada quatro anos, no primeiro domingo de outubro.
E trinta dias após tem lugar o segundo turno, se o eleito em primeiro lugar não atingir 50% dos votos válidos mais um voto, no caso de municípios com mais de duzentos mil eleitores.
Conforme a legislação eleitoral atual no Brasil para tornar-se elegível, exige-se uma série de requisitos;
- Possuir nacionalidade brasileira ou portuguesa (neste caso, o cidadão português deve se encontrar amparado pelo Estatuto de Igualdade entre Portugueses e Brasileiros),
- Título de eleitor em dia e estar em gozo pleno do exercício dos direitos políticos,
- Domicilio eleitoral na circunscrição na qual o candidato se apresenta,
- Filiação partidária,
- Ser alfabetizado (tópico invalidado pela atual constituição brasileira de 1988),
- Desincompatibilização de cargo público — Se ocupa um cargo público deve sair seis meses antes das eleições e voltar caso possa só após seis meses ao pleito eleitoral,
- Renúncia de outro mandado até seis meses antes do pleito e não ser parente afim ou consangüíneo, até segundo grau, ou cônjuge de titular de cargo eletivo; pode, entretanto, ser candidato à reeleição (artigo 14 da Constituição),
- Ter idade mínima de 21 anos.

## Prefeitos
| N°  | Prefeito (a)               | Foto                    | Partido | Partido                                          | Vice-prefeito (a)                                | Partido               | Partido                              | Início do Mandato                                      | Fim do Mandato         | Observações                                    |
| --- | -------------------------- | ----------------------- | ------- | ------------------------------------------------ | ------------------------------------------------ | --------------------- | ------------------------------------ | ------------------------------------------------------ | ---------------------- | ---------------------------------------------- |
| 1°  | Roduzindo Santos           |                         |         | Partido Republicano PR                           |                                                  |                       |                                      | 1° de janeiro de 1963                                  | 30 de janeiro de 1967  | Prefeito eleito em sufrágio universal.         |
| 2°  | Francisco Amorim           |                         |         | Movimento Democrático Brasileiro MDB             |                                                  |                       |                                      | 31 de janeiro de 1967                                  | 30 de janeiro de 1971  | Prefeito eleito em sufrágio universal.         |
| 3°  | Israel Tavares             |                         |         | Aliança Renovadora Nacional ARENA                |                                                  |                       |                                      | 31 de janeiro de 1971                                  | 30 de janeiro de 1973  | Prefeito eleito em sufrágio universal.         |
| 4°  | Florisval Silva Amorim     |                         |         | Aliança Renovadora Nacional ARENA                |                                                  |                       |                                      | 31 de janeiro de 1973                                  | 31 de janeiro de 1977  | Prefeito e vice eleitos em sufrágio universal. |
| 5°  | Israel Tavares             |                         |         | Partido Democrático Social PDS                   |                                                  |                       |                                      | 1° de fevereiro de 1977                                | 31 de janeiro de 1983  | Prefeito e vice eleitos em sufrágio universal. |
| 6°  | Bráulio de Oliveira Leite  |                         |         | Partido do Movimento Democrático Brasileiro PMDB |                                                  |                       |                                      | 1° de fevereiro de 1983                                | 31 de dezembro de 1988 | Prefeito e vice eleitos em sufrágio universal. |
| 7°  | José Xavier de Amorim      |                         |         | Partido do Movimento Democrático Brasileiro PMDB |                                                  |                       |                                      | 1° de janeiro de 1989                                  | 1° de janeiro de 1993  | Prefeito e vice eleitos em sufrágio universal. |
| 8°  | Bráulio de Oliveira Leite  |                         |         | Partido do Movimento Democrático Brasileiro PMDB |                                                  |                       |                                      | 1° de janeiro de 1993                                  | 1° de janeiro de 1997  | Prefeito e vice eleitos em sufrágio universal. |
| 9°  | Oberdan Rocha              |                         |         | Partido do Movimento Democrático Brasileiro PMDB |                                                  |                       |                                      | 1° de janeiro de 1997                                  | 1° de janeiro de 2001  | Prefeito e vice eleitos em sufrágio universal. |
| 9°  | Oberdan Rocha              | Joaquim Alves de Novais |         | Partido do Movimento Democrático Brasileiro PMDB | Partido do Movimento Democrático Brasileiro PMDB | 1° de janeiro de 2001 | 1° de janeiro de 2005                | Prefeito reeleito e vice eleito em sufrágio universal. |                        |                                                |
| 10° | Gesiel Ribeiro de Oliveira |                         |         | Partido Liberal PL                               | Neuza Ramos                                      |                       | Partido Liberal PL                   | 1° de janeiro de 2005                                  | 1° de janeiro de 2009  | Prefeito e vice eleitos em sufrágio universal. |
| 11° | Oberdan Rocha              |                         |         | Progressistas PP                                 | Aelson Martins                                   |                       | Partido Republicano Progressista PRP | 1° de janeiro de 2009                                  | 1° de janeiro de 2013  | Prefeito e vice eleitos em sufrágio universal. |
| 11° | Oberdan Rocha              | Ailton Moreira          |         | Progressistas PP                                 | Progressistas PP                                 | 1° de janeiro de 2013 | 1° de janeiro de 2017                | Prefeito reeleito e vice eleito em sufrágio universal. |                        |                                                |
| 12° | Adiodato Araújo            |                         |         | Partido da Social Democracia Brasileira PSDB     | Miguel Rodrigues                                 |                       | Democratas DEM                       | 1° de janeiro de 2017                                  | 1° de janeiro de 2021  | Prefeito e vice eleitos em sufrágio universal. |
| 13° | Oberdan Rocha              |                         |         | Progressistas PP                                 | Naelton Freitas                                  |                       | Partido Democrático Trabalhista PDT  | 1° de janeiro de 2021                                  | 1° de janeiro de 2025  | Prefeito e vice eleitos em sufrágio universal. |
| 13° | Oberdan Rocha              | Ricardo Amorim          |         | Progressistas PP                                 | Partido Social Democrático PSD                   | 1° de janeiro de 2025 | atualidade                           | Prefeito reeleito e vice eleito em sufrágio universal. |                        |                                                |